# Die jungen Greise
Die jungen Greise (Originaltitel: Unnatural Selection) ist die siebente Folge der zweiten Staffel der US-amerikanischen Science-Fiction-Fernsehserie Raumschiff Enterprise – Das nächste Jahrhundert. Sie wurde in den Vereinigten Staaten über Syndication vermarktet und erstmals am 30. Januar 1989 auf verschiedenen Fernsehsendern ausgestrahlt. In Deutschland war sie zum ersten Mal am 7. Februar 1992 in einer synchronisierten Fassung im ZDF zu sehen.

## Handlung
Im Jahr 2365 bei Sternzeit 42494.8 empfängt die Enterprise einen Notruf vom Raumschiff USS Lantree. Als sie die Lantree schließlich erreicht, sind dort keine Lebenszeichen mehr messbar. Per Fernzugriff bekommt man ein Bild von der Brücke des Schiffs und es zeigt sich, dass alle Besatzungsmitglieder an Altersschwäche gestorben sind, obwohl sie noch relativ jung waren. Dr. Pulaski, die Schiffsärztin der Enterprise, durchsucht die medizinischen Aufzeichnungen der Lantree, kann dort aber nichts Ungewöhnliches finden. Die einzige Spur ist eine Infektion des ersten Offiziers mit der recht harmlosen thelusianischen Grippe, gegen die er in der genetischen Forschungsstation Darwin auf dem Planeten Gagarin IV behandelt wurde.
Captain Picard stellt die Lantree unter Quarantäne und lässt Kurs auf Gagarin IV setzen. Dort angekommen, informiert ihn Dr. Kingsley, die Leiterin der Darwin-Station, dass sie und ihre Mitarbeiter ebenfalls von einem beschleunigten Alterungsprozess betroffen sind. Die Station ist der Forschung an genetisch veränderten Kindern gewidmet und da diese allesamt keine Symptome zeigen, bittet Kingsley darum, dass sie auf die Enterprise evakuiert werden. Picard hält das Risiko für zu hoch, doch Pulaski glaubt, mit einem intensiven Scan ließe sich feststellen, ob eine Gefahr bestünde. Hierfür soll ein Kind auf die Krankenstation der Enterprise gebeamt werden, das durch eine Hülle aus Styrolit isoliert ist. Zusätzlich wird es in einem Kraftfeld eingeschlossen. Als das Kind eintrifft, ist die Mannschaft der Enterprise äußerst erstaunt, denn obwohl der Junge erst zwölf Jahre alt ist, sieht er bereits aus wie ein junger Mann. Counselor Troi bemerkt außerdem, dass er über telepathische Fähigkeiten verfügt.
Pulaski bescheinigt dem Jungen beste Gesundheit. Für weitere Tests will sie ihn nun aus seiner Hülle befreien, doch Picard sieht weiterhin ein mögliches Risiko. Schließlich gestattet er, dass Pulaski ihre Untersuchungen außerhalb der Enterprise in einem Shuttle fortsetzt. Dieses wird vom zweiten Offizier Data gesteuert, der sich als Android nicht mit einer Krankheit infizieren kann. Pulaski entfernt die Hülle und untersucht den Jungen. Nach einer Weile fühlt sie plötzlich einen starken Schmerz im Arm. Sie diagnostiziert Arthritis und ihr ist klar, dass sie sich infiziert hat und die Kinder die Überträger der Krankheit sind. Da sie nicht mehr zur Enterprise zurückkehren kann, fliegt Data das Shuttle zur Darwin-Station.
Die Besatzung der Enterprise berät, wie man Dr. Pulaski helfen kann. Chief O’Brien kommt die Idee, den Biofilter des Transporters zu benutzen. Wenn man sie an Bord beamt, könnte man ihr Muster mit einem alten Muster vergleichen und somit den Krankheitserreger isolieren. Es gibt allerdings ein Problem: Pulaski hat eine Abneigung gegen Beamen und hat deshalb den Transporter der Enterprise noch nie benutzt. Auch als ihr altes Schiff, die USS Repulse, kontaktiert wird, sind dort keinerlei Transporteraufzeichnungen von Pulaski vorhanden, da sie auf Wunsch von Dr. Pulaski gelöscht wurden.
In der Darwin-Station erfährt Pulaski von Dr. Kingsley mehr über die Kinder. Ihr Immunsystem wurde so verändert, dass es Antikörper produziert, die gefährliche Viren bereits außerhalb des Körpers unschädlich machen, indem sie ihren genetischen Code verändern. Pulaski vermutet, dass die Anwesenheit des an thelusianischer Grippe erkrankten ersten Offiziers der Lantree eine Immunreaktion bei den Kindern ausgelöst haben könnte. Data analysiert die medizinischen Aufzeichnungen und findet heraus, dass die Kinder tatsächlich Antikörper produziert haben, die jedoch nicht nur die Grippeviren angriffen, sondern auch die menschliche DNA, insbesondere die Alterungsgene, veränderten.
Die inzwischen stark gealterte Pulaski teilt der Besatzung der Enterprise ihre Erkenntnisse mit. Da nun klar ist, dass die rasche Alterung nicht durch einen Erreger, sondern durch veränderte DNA hervorgerufen wird, will man nun O’Briens ursprünglichen Plan modifizieren. Es wäre möglich, Pulaski wieder in ihren normalen Zustand zu versetzen, wenn man zum Vergleich eine DNA-Probe aus der Zeit vor ihrem Kontakt mit dem genetisch veränderten Jungen hätte. In ihrem Quartier wird schließlich eine Bürste mit einigen Haaren gefunden, die hierfür genutzt werden können. Der Plan gelingt und Pulaski steht schließlich gesund und wieder verjüngt auf der Transporterplattform der Enterprise.
Dr. Kingsley und ihre Mitarbeiter können auf die gleiche Weise geheilt werden. Unglücklicherweise hat dieser Vorfall gezeigt, dass die veränderten Kinder zu gefährlich sind, um mit anderen Menschen in Kontakt zu kommen. Sie müssten daher auf Gagarin IV in Isolation bleiben. Auch die Forscher wollen hier bleiben, um eine Möglichkeit zu finden, den Kindern irgendwann ein normales Leben zu ermöglichen. Die Enterprise verlässt den Planeten und fliegt zurück zur Lantree. Damit von diesem Schiff keine Gefahr mehr ausgeht, lässt Picard es mit einem Photonentorpedo zerstören.

## Verbindungen zu anderen Star-Trek-Produktionen
Die jungen Greise greift einige Ideen aus früheren Star-Trek-Folgen auf. Eine Krankheit, die rapides Altern verursacht, wurde bereits in der Folge Wie schnell die Zeit vergeht von Raumschiff Enterprise thematisiert. In der Folge Das Lorelei-Signal der Zeichentrickserie Die Enterprise wird ebenfalls der Transporter verwendet, um eine schnelle Alterung rückgängig zu machen.
Eine Szene aus Die jungen Greise wurde in der als Clipshow konzipierten Folge 2.22 (Kraft der Träume) von Raumschiff Enterprise – Das nächste Jahrhundert aus dem Jahr 1989 wiederverwendet.
Der von Colm Meaney gespielte Transporterchief erhält in dieser Folge den Nachnamen O’Brien.
Dr. Pulaski offenbart in dieser Folge ihre Abneigung gegen Transporter, eine zweite Eigenschaft, die sie mit Dr. McCoy gemeinsam hat.
Die in Die jungen Greise dargestellten genetischen Veränderungen an Kindern stehen in direktem Widerspruch zu zahlreichen später produzierten Star-Trek-Folgen, in denen etabliert wurde, dass nach den „Eugenischen Kriegen“ im späten 20. oder 21. Jahrhundert Genmanipulation an Menschen auf der Erde und später in der gesamten Föderation strengstens verboten wurde.

## Produktion

### Drehbuch
Der Originaltitel Unnatural Selection bezieht sich auf den Begriff natürliche Auslese aus der Evolutionstheorie von Charles Darwin. Daher erhielt die Forschungsstation in dieser Folge auch den Namen Darwin.
Im ursprünglichen Drehbuchentwurf hätte ein Außenteam auf die Lantree beamen sollen. Außerdem hätte das Schiff bereits in der Mitte der Folge und nicht erst am Ende zerstört werden sollen.

### Darsteller
Scott Trost spielte Fähnrich Shipley erneut in Folge 6.05 (In den Subraum entführt) von Raumschiff Enterprise – Das nächste Jahrhundert. Er spielte außerdem einen Bajoraner in Folge 1.04 (Unter Verdacht) von Star Trek: Deep Space Nine.

### Kulissen
Das Matte Painting der Darwin-Station wurde in modifizierter Form in zwei späteren Folgen von Raumschiff Enterprise – Das nächste Jahrhundert wiederverwendet.

### Modelle
Für die USS Lantree wurde das modifizierte Modell der USS Reliant aus dem Spielfilm Star Trek II: Der Zorn des Khan wiederverwendet.

## Rezeption
Die Folge wurde 1989 für einen Primetime Emmy Award in der Kategorie „Beste Leistung in der Frisur für eine Serie“ nominiert.
Keith DeCandido bewertete Die jungen Greise 2011 auf tor.com als eine unterdurchschnittliche Folge von Raumschiff Enterprise – Das nächste Jahrhundert, die lediglich Ideen aus der Raumschiff-Enterprise-Folge Wie schnell die Zeit vergeht aufwärmt.